# (37804) 1997 YE4
(37804) 1997 YE4 est un astéroïde de la ceinture principale d'astéroïdes découvert en 1997.

## Description
(37804) 1997 YE4 a été découvert le 23 décembre 1997 à la station de Xinglong, dans la province chinoise d'Hebei (Chine), par le Beijing Schmidt CCD Asteroid Program.

### Caractéristiques orbitales
L'orbite de cet astéroïde est caractérisée par un demi-grand axe de 2,21 ua, un périhélie de 1,89 ua, une excentricité de 0,14 et une inclinaison de 3,80° par rapport à l'écliptique. Du fait de ces caractéristiques, à savoir un demi-grand axe compris entre 2 et 3,2 ua et un périhélie supérieur à 1,666 ua, il est classé, selon la JPL Small-Body Database, comme objet de la ceinture principale d'astéroïdes.

### Caractéristiques physiques
(37804) 1997 YE4 a une magnitude absolue (H) de 14,9 et un albédo estimé à 0,402.